# Пеньюар
|                                                                                                   |  |  |
| Пеньюар, бл. 1906 (ліворуч) і комплект потрійного пенюара з нейлону та шифону, 1960-ті (праворуч) |  |  |

Пеньюа́р (фр. Peignoir) — різновид домашнього жіночого одягу, виготовленого зазвичай з мережива та шовку, аналог жіночого халату. Носиться переважно як спідня білизна.

## Історія
Вперше з'явився в XVI столітті у Венеції як дамський легкий халат з оксамиту і мережив для ранкового заняття макіяжем і називався «рокетті». Поверх нього, як правило, одягали «верхню сукню».
Протягом галантного століття для кавалера вважалося великою честю бути прийнятим вранці в будуарі дамою, одягненою в пеньюар.

## Цікаві факти
- Пеньюар Мерилін Монро, в якому акторка знімалася у фільмі «Джентльмени віддають перевагу блондинкам», досі зберігається в приватній колекції Вільяма Травіти[1].
- За індивідуальним замовленням Дженніфер Лопез модельєр Роберто Каваллі створив чотири ексклюзивних пеньюари[1][2].